# Бамбу (Венеција)
Бамбу (итал. Bambù) је насеље у Италији у округу Венеција, региону Венето.
Према процени из 2011. у насељу је живело 42 становника. Насеље се налази на надморској висини од 3 м.